# Bitwa pod Oranik
Bitwa pod Oranik (alb. Beteja e dytë e Oranikut) w dniu 18 maja 1456 była decydującym starciem w inwazji osmańskiej na Albanię 1456 roku, pomiędzy wojskami osmańskimi pod dowództwem Moisi Arianita Golemiego a siłami albańskimi dowodzonymi przez Skanderbega.

## Początek inwazji
Pan Dibry, Moisi Arianit Golemi w przeszłości jeden z dowódców Skanderbega, po stracie Beratu przeszedł na stronę Turków osmańskich. Wiosną 1456 r. na czele 15 tys. żołnierzy tureckich i albańskich powrócił do Albanii, aby zmierzyć się ze Skanderbegiem. W przeciwieństwie do dowódców poprzednich wypraw na Albanię, Moisi znał teren i sposób walki Skanderbega. 
Skanderbeg początkowo nie atakował sił inwazyjnych, pozwalając im dotrzeć na płaskowyż pod Oranik. Wtedy też Skanderbeg wysłał posłańca do Moisiego by podjąć negocjacje, ale oferta ta została odrzucona.

## Przebieg bitwy
Bitwę rozpoczęły popisy harcowników. Turek imieniem Ahimaz rzucił wyzwanie Albańczykom. Do walki z nim stanął Zaharia Gropa. Ahimaz zginął w walce pchnięty w gardło, a jego głowę Gropa zaniósł do swojego obozu. Wtedy sam Moisi rzucił wyzwanie Skanderbegowi. Kiedy ten zmierzał w kierunku Moisiego, ten nagle odwrócił się i dał podległym mu oddziałom sygnał do ataku. Siły osmańskie były zgrupowane w trzech liniach. Ostatnią tworzyli Albańczycy, którzy zachowali wierność wobec Moisiego. Siły Skanderbega liczące około 6000 konnych i 4-6000 piechoty zostały podzielone na trzy grupy. O losach bitwy rozstrzygnął gwałtowny atak jazdy albańskiej, który doprowadził do przełamania pozycji osmańskich. Od tej pory bitwa przerodziła się w szereg pojedynczych starć. Rosnąca przewaga Skanderbega spowodowała, że Moisi opuścił pole bitwy, wraz z 1/3 swoich wojsk.

## Skutki bitwy
Po zakończeniu bitwy Moisi powrócił do Adrianopola, gdzie żył w strachu, że zostanie ukarany za klęskę. Ostatecznie zdecydował się wrócić do Albanii i zdać na łaskę Skanderbega. Ten mu wybaczył i zwrócił majątek rodzinny w rejonie Dibry.